# 工业
工業是在设备、劳动力、机器、工具以及化学或生物加工或配方的基础上进行的商品生产。
工业是第二產業中最主要的產業，按製成品的大小，工業可以分做輕工業與重工業兩大類，前者是以提供生活消費品為主，通常指紡織業、或加工業這種二次性的工業，後者是生產大型產品或是設備的工業，或是需要大量能源設備投入的工業。在工业生产过后，第一产业的原材料大规模转化为制成品。工业产品可能会出售给其他制造商以生产其他更复杂的产品（例如飞机、家用电器、家具、运动用品或汽车），或通过第三产业分销给最终用户和消费者（如通过批发商和零售商出售给个人客户）。
制造业是设计和优化制造工艺或将原材料转化为最终产品的步骤的工程领域。制造业的制造过程从产品设计和物料清单开始，然后通过制造对这些材料进行改造，成为所需的产品。制造业与工程和工业设计行业密切相关。

## 词源
现代英语单词“manufacture”很可能源自中古法语“manufacture”（制造过程），而“manufacture”本身又源自古典拉丁语“manū”（手）和中古法语“facture”（制造），或者可能是独立由早期英语的“manufacture”（由人手制造）和“fracture”（断裂）形成的。 它在英语中的最早用法记录于16世纪中叶，指的是手工制作产品。
现代英语单词“industry”一词则来自古法语“industrie”或直接来自拉丁语“industria”（勤奋）。
而现代中文里的“工业”一词是和制汉语。